# 宮本悦子 (官僚)

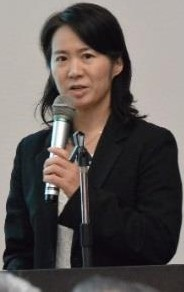
2014年7月

宮本悦子（みやもと えつこ、1968年 - ）は日本の労働・厚生労働官僚。元愛知県副知事。

## 来歴
山口県宇部市出身。1984年 山口県立宇部高等学校に入学。1987年 山口県宇部高等学校卒業。京都大学法学部に入学。京都大学法学部卒業。1991年 労働省入省。1995年 総理府地方分権推進委員会事務局へ出向。2017年7月11日 愛知県副知事。 2019年7月9日 厚生労働省職業安定局総務課長。2020年8月7日 厚生労働省大臣官房参事官（人事担当）。2021年9月14日 厚生労働省大臣官房人事課長。2025年7月8日 厚生労働省人材開発統括官。

## 略歴
- 1991年4月：労働省入省。
- 1992年：労働省労政局勤労者福祉部企画課。
- 1995年：総理府地方分権推進委員会事務局。
- 1997年：労働省労働基準局賃金時間部労働時間課。
- 1998年：労働省大臣官房国際労働課企画係長。
- 1999年：厚生省年金局企画課長補佐 兼 年金局企画課企画係長。
- 2000年7月：厚生省年金局企画課長補佐。
- 2001年1月6日：厚生労働省大臣官房国際課長補佐。
- 2011年4月：厚生労働省職業安定局雇用政策課産業雇用政策企画官。
- 2011年7月：厚生労働省職業安定局雇用開発部地域雇用対策室長。
- 2013年7月10日：内閣府経済社会総合研究所上席主任研究官 兼 内閣府政策統括官（共生社会政策担当）付参事官。
- 2015年4月1日：厚生労働省職業能力開発局能力評価課長。
- 2016年9月2日：厚生労働省労働基準局安全衛生部計画課長。
- 2017年7月11日：愛知県副知事。
- 2019年7月9日：厚生労働省職業安定局総務課長。
- 2020年8月7日：厚生労働省大臣官房参事官（人事担当）。
- 2021年9月14日：厚生労働省大臣官房人事課長。
- 2022年6月28日：厚生労働省大臣官房審議官 (雇用環境・均等担当) 。
- 2024年7月5日：中央労働委員会事務局審議官 (審査担当) 。
- 2025年7月8日︰厚生労働省人材開発統括官。